# Diana Al Shaer
Diana Al Shaer (Moscú, 14 de febrero de 1987) es una jinete de doma palestina nacida en Rusia. Es diplomática cultural. Representó a Palestina en el Campeonato Mundial de Deportes Ecuestres de 2022 en Herning, Dinamarca, donde compitió en doma individual con Unazalee de Massa. Al hacerlo, se convirtió en la segunda palestina en competir en los Juegos Ecuestres Mundiales después de Christian Zimmermann, y la primera mujer árabe en el Campeonato Mundial de Doma Clásica.

## Biografía
Al Shaer es mitad palestina y mitad rusa. El padre de Al Shaer se mudó a la Federación Rusa desde Palestina en 1975 y estableció el Club Ecuestre Alfares, en Zavidovo, Rusia. Vive en los Países Bajos, donde entrena con la atleta olímpica danesa Anne van Olst para clasificarse y prepararse para los Juegos Olímpicos de 2024 en París. Al Shaer es diplomática cultural de profesión y actualmente es presidenta del Comité de Doma Clásica del Grupo Regional VII de la FEI, que abarca Oriente Medio y el Norte de África.